# 하셰우 지 케이로스
하셰우 지 케이로스(Rachel de Queiroz, 1910년 11월 17일 ~ 2003년 2003년 11월 4일)는 브라질의 작가이다.